# Вишеслав Володимирович
Вишесла́в Володи́мирович (д.-рус. Въишєсла́въ Володи́мировичъ; 977 — 995/1010 (1014)) — руський князь з династії Володимировичів. Старший син великого київського князя Володимира Святого. Старший брат Ярослава Мудрого. Князь новгородський (990—1010).

## Імена
- Вишесла́в Володи́мирович — в українській історіографії з іменем по батькові.
- Вишесла́в І Новгоро́дський — у західній історіографії з номером правителя і назвою князівства.
- Вісса́вальд — гіпотетичне ім'я руського конунга з Гардаріки, що зустрічається у сагах.

## Біографія
Матір'ю Вишеслава була перша дружина Володимира — варяжка Олова (Аллоґія). З нею Володимир Святославич одружився у жовтні-грудні 976, після смерті Олега, з чого можна вивести народження Вишеслава як літо 977-го року.
Про життя Вишеслава практично нічого невідомо. Він помер у Новгороді після 1010 року. Його престол успадкував молодший брат, ростовський князь Ярослав Мудрий. Інші брати не могли цього зробити — полоцький князь Ізяслав помер 1001 року, а турівський князь Святополк був переведений до Вишгорода під нагляд батька після 1013 року. На думку Леонтія Войтовича, смерть Вишеслава можна віднести до 1013–1014 років. Щоправда, правдоподібніше, що Вишеслав помер в 1011, адже у 1012 Святополк повстає проти батька. Причиною його повстання можна назвати переведення у Новгород Великий на 2-3 роки молодшого за Святополка Ярослава.
Існує версія більш ранньої загибелі Вишеслава. Згідно з шведськими сагами, вдова конунга Швеції Еріка VI — Сігрід Горда відмовила сватам конунга з Гардаріки-Русі на ім'я Віссавальд. 995 року вона спалила його самого зі свитою в лазні після бенкету на честь зустрічі. Німецький дослідник Фрідріх Браун ототожнював Віссавальда з волинським князем Всеволодом Володимировичем. Це припущення заперечив Войтович, посилаючись на те, що 11-річний Всеволод, землі якого були віддалені від Скандинавії, не міг сватати 20-річну Сігрід. (Варто, мабуть, згадати, що син Сігрід, Улоф Шетконунг народився в 980, коли його матері мало бути 14-15 років, отже Сігрід народилася в 965, і їй у 995 було б 30, а не 20 років.) Український вчений вважав, що Віссавальдом був саме Вишеслав, якому на момент сватання було 16-18 років і землі якого знаходилися по сусідству з Швецією. Олена Ридзевська пов'язувала легенду про Сігрід з впливом легенд про помсту Ольги і критично оцінювала її історичність
Можливо, що разом з Вишеславом загинув Добриня, ім'я якого зникає з джерел.

## Сім'я
- Батько: Володимир (963? —1015), князь новгородський (970—980), великий князь київський (980—1015)
- Матір: Олова, варяжка
- Брати і сестри:
  - Ізяслав (981—1001), князь полоцький (бл.990—1001)
  - Святополк (981—після 1019), князь турівський (990—1015), великий князь київський (1015—1019)
  - Святослав (бл.982—1015), князь древлянський (990—1015)
  - Ярослав (бл.983—20.02.1054), князь ростовський (990—?), великий князь київський (1015—1054)
  - Мстислав (бл.983—1036), князь тмутороканський (бл. 990/1010—1023), чернігівський (1015—1036)
  - Предслава (між 983/986— після 1011 до 1042) ∞ наложниця польського короля Болеслава І
  - Всеволод (між 983/984—до 1015), князь володимирський (990—1008/1013)
  - Станіслав (бл.985—до 1015), князь смоленський (990—1015)
  - Судислав (бл.986? —1063), князь псковський (1014—1036)
  - Борис (л.986? —1015), князь ростовський (1010—1015)
  - Гліб (бл.987 ? —1015), князь муромський (1013—1015)
  - Прямислава (бл.987/988—?) ∞ Ласло Лисий, угорський князь
  - NN Володимирівна (?—?) ∞ Бернгард II, маркграф Північної марки
  - Позвізд (до 988/989—1015 ?), мав володіння на Волині.
  - Добронега (до 1011—1087) ∞ Казимир І, князь польський

### Родовід
|  |                                       |  |  |  |  |  |  |  |  |  |  |  |  |  |  |  |
|  | 4. Святослав, великий князь київський |  |  |  |  |  |  |  |  |  |  |  |  |  |  |  |
|  |                                       |  |  |  |  |  |  |  |  |  |  |  |  |  |  |  |
|  |                                       |  |  |  |  |  |  |  |  |  |  |  |  |  |  |  |
|  | 2. Володимир, великий князь київський |  |  |  |  |  |  |  |  |  |  |  |  |  |  |  |
|  |                                       |  |  |  |  |  |  |  |  |  |  |  |  |  |  |  |
|  |                                       |  |  |  |  |  |  |  |  |  |  |  |  |  |  |  |
|  | 5. Малуша, ключниця                   |  |  |  |  |  |  |  |  |  |  |  |  |  |  |  |
|  |                                       |  |  |  |  |  |  |  |  |  |  |  |  |  |  |  |
|  |                                       |  |  |  |  |  |  |  |  |  |  |  |  |  |  |  |
|  | 1. Вишеслав, князь новгородський      |  |  |  |  |  |  |  |  |  |  |  |  |  |  |  |
|  |                                       |  |  |  |  |  |  |  |  |  |  |  |  |  |  |  |
|  |                                       |  |  |  |  |  |  |  |  |  |  |  |  |  |  |  |
|  | 6. невідомо                           |  |  |  |  |  |  |  |  |  |  |  |  |  |  |  |
|  |                                       |  |  |  |  |  |  |  |  |  |  |  |  |  |  |  |
|  |                                       |  |  |  |  |  |  |  |  |  |  |  |  |  |  |  |
|  | 3. Олова, варяжка                     |  |  |  |  |  |  |  |  |  |  |  |  |  |  |  |
|  |                                       |  |  |  |  |  |  |  |  |  |  |  |  |  |  |  |
|  |                                       |  |  |  |  |  |  |  |  |  |  |  |  |  |  |  |
|  | 7. невідомо                           |  |  |  |  |  |  |  |  |  |  |  |  |  |  |  |
|  |                                       |  |  |  |  |  |  |  |  |  |  |  |  |  |  |  |
|  |                                       |  |  |  |  |  |  |  |  |  |  |  |  |  |  |  |

### Монографії
- Войтович Л. 3.1. Династія Рюриковичів. //  Князівські династії Східної Європи (кінець IX — початок XVI ст.). Львів: Інститут українознавства, 2000.
- Рыдзевская Е. А. Древняя Русь и Скандинавия IX–XIV вв. — Москва, 1978.
- Древняя Русь в свете зарубежных источников [Архівовано 13 грудня 2012 у Wayback Machine.] / под ред. Е. А. Мельниковой. — Москва: Логос, 1999. ISBN 5-88439-088-2

### Статті
- Войтович Л. Гольмґард: де правили руські князі Святослав Ігоревич, Володимир Святославич та Ярослав Володимирович? // Український історичний журнал. Київ, 2015. № 3 (522).
- Braun F. Das historische Russland im nordischen Schrifttum des X–XIV. Jahrhunderts // Festschrift Eugen Mogkzum 70. Geburtstag.-Halle. — 1924. S. 157–167